# Ralf Palm
Ralf Ingemar Palm, född 28 september 1933 i Göteborg, död 21 maj 1971 i Landvetter, var en svensk tecknare, grafiker och målare.
Han var son till möbelsnickaren och träsnidaren Nils Gustav Palm och Alice Ingeborg Andersson. Palm studerade vid Slöjdföreningens skola 1951–1955 och under studieresor till Italien och Spanien. Han medverkade i Göteborgs konstförenings Decemberutställningar på Göteborgs konsthall och i Nationalmuseums Unga tecknare. Hans konst består av stilleben, porträtt och figurmotiv utförda i olja, kol eller träsnitt. Palm är begravd på Västra kyrkogården i Göteborg.